# Cantó de Niort-Nord
El cantó de Niort-Nord és un cantó francès del departament de Deux-Sèvres, situat al districte de Niort. Té sis municipis i part del de Niort.

## Municipis
- Chauray
- Échiré
- Niort (part)
- Saint-Gelais
- Saint-Maxire
- Saint-Rémy
- Sciecq

## Història
| Data d'elecció                           | Identitat        | Partit  | Qualitat |
| ---------------------------------------- | ---------------- | ------- | -------- |
| 1945-1970                                | Henri Lambert    | radical |          |
| 1970-1982                                | René Gaillard    | PS      |          |
| 1982-1988                                | Alain Garcia     | RPR     |          |
| 1988-1994                                | Roger Rougeau    | PS      |          |
| 1994-2008                                | Jacques Brossard | UDF     |          |
| 2008-2010                                | Françoise Billy  | PS      |          |
| 2010-                                    | Bernard Millet   | PS      |          |
| les dades anteriors no són pas conegudes |                  |         |          |
|                                          |                  |         |          |

## Demografia
| A partir de 1990: Població sense dobles comptes |